# Сянчжоу (Сянъян)
Сянчжо́у (кит. упр. 襄州, пиньинь Xiāngzhōu) — район городского подчинения городского округа Сянъян провинции Хубэй (КНР).

## История
Во времена империи Хань в 201 году до н. э. в этих местах был образован новый уезд, который из-за того, что его власти разместились на «янском» берегу реки Сяншуй, получил название Сянъян (襄阳县). Во времена императора Сянь-ди в Сянъян переместил свою резиденцию Лю Бяо, который был цыши (губернатором) провинции Цзинчжоу. В 208 году эти места захватил Цао Цао.
Во времена империи Цзинь, когда северокитайские земли оказались под властью кочевников, и на юг хлынули потоки беженцев, для администрирования поселившихся в этих местах переселенцев из Цзинчжоу была выделена область Юнчжоу (雍州), власти которой также разместились в Сянъяне. В эпоху Южных и Северных династий область Юнчжоу была переименована в Сянчжоу (襄州).
После монгольского завоевания и образования империи Юань в 1274 году была образована административная единица «Сянъянский регион» (襄阳路). После свержения власти монголов и провозглашения империи Мин Сянъянский регион был в 1376 году переименован в Сянъянскую управу (襄阳府). После Синьхайской революции в Китае была проведена реформа структуры административного деления, в результате которой управы были упразднены.
В 1949 году был образован Специальный район Сянъян, и уезд Сянъян вошёл в его состав. В 1951 году посёлки Фаньчэн и Сянъян уезда Сянъян были объединены в город Сянфань (襄樊市), подчинённый напрямую властям провинции Хубэй. В 1970 год Специальный район Сянъян был переименован в Округ Сянъян (襄阳地区).
В 1983 году решением Госсовета КНР город Сянфань и округ Сянъян были объединены в городской округ Сянфань.
В 2001 году уезд Сянъян был преобразован в район городского подчинения.
В 2010 году решением Госсовета КНР городской округ Сянфань был переименован в Сянъян, а район городского подчинения Сянъян — в Сянчжоу.

## Административное деление
Район делится на 2 уличных комитета и 13 посёлков.